# Paul Deroose
Paul Deroose (Menen, 3 juli 1945) is een Belgisch tuin- en landschapsarchitect.

## Levensloop
Deroose studeerde landschaps- en tuinarchitectuur aan het Hoger Rijksinstituut voor Tuinbouw in Vilvoorde (graduaat in 1966) en architectuur, stedenbouw, tuin- en landschapsarchitectuur aan de Architectenschool van de Koninklijke Academie voor Schone Kunsten in Kopenhagen (diploma tuinkunst in 1970 en architectuur in 1971). Hij deed ervaring op tijdens zijn stages in Kopenhagen bij architect Ole Nørgaard (1965), het Bureau voor Streekplanning van Groot-Kopenhagen (1969), professor Jørgen Bo (1970) en architect Jørgen Vesterholt (1971).
In 1964 leerde hij de Brugse architect Arthur Degeyter kennen. De grote aandacht die Degeyter had voor de inplanting en de omgevingsaanleg bij gebouwen leidde tot een jarenlange nauwe samenwerking. 
In november 1971 stichtte hij zijn ontwerpbureau voor tuin- en landschapsarchitectuur. Sindsdien heeft hij een groot aantal ontwerpen gemaakt en uitgevoerd. Vele daarvan zijn architectuurontwerpen, waarbij het er hem om te doen is de natuurlijke omgeving van een plek tot zijn recht te doen komen. Hij behoort tot de kleine groep landschapsarchitecten die de zienswijze hebben doen ingang vinden dat een groene aanleg even goed nood heeft aan een sturend concept en een architectuur als dat dit voor een gebouw nodig is. 
Hij heeft talrijke tuinen en parken aangelegd, waarbij hij zich gaandeweg ook specialiseerde in de aanleg of restauratie van formele, historische tuinen.

## Uitgevoerde ontwerpen

### Begraafplaatsen
- Omgeving van de beschermde kerk Sint-Eligius in Snellegem
- Masterplan voor de restauratie van de parkbegraafplaats Schoonselhof in Antwerpen (laureaat wedstrijd, samen met arch. K. Boghaert en kunsthistorica A.M. Havermans)
- Kerkhof bij de kerk van Moregem, Wortegem-Petegem (2002)
- Uitbreiding van de begraafplaats in Jabbeke en Varsenare (2010)

### Openbare parken
- Burgemeesterspark, Lommel
- Lentedreef, Vichte (1975)
- Prinses Astridpark, Lommel (1993)
- Researchpark Kortrijk
- Park Vrijetijdscentrum Jabbeke (2008 - in uitvoering)
- Maritiempark Nieuwpoort (2009-2010)

### Bedrijventerreinen
- Flanders Language Valley (2001) (thans Ieper Business Park), Ieper
- Groothandelsmarkt, Gent (2001)
- Ter Donkt, KMO-Zone, Deerlijk (2008)
- Evolis Bedrijventerrein, Kortrijk-Harelbeke (2008) (i.s.m. Intercommunale Leiedal)

### Pleinen
- Het Zand, Brugge, i.s.m. Groep Planning
- Dorpsplein, Winksele (Herent) (1995)
- De Vrijheit, Lommel (1994)
- Dorpsplein, Lommel (1993)
- Kerkplein, Lommel (1997)
- Moregemplein, Wortegem-Petegem (2002)
- Bellegemplaats, Kortrijk (Wedstrijd 2001)
- Bevrijdingsplein, Menen (2004-2008) i.s.m. Studiebureau Cnockaert NV
- Zilverpand binnenpleinen, Brugge (2005)
- Oude vissershaven, Zeebrugge (Wedstrijd Vlaams Bouwmeester 2004) (i.s.m. BURO II & Grontmij Verschaeve)

### Omgevingsaanleg bij woonwijken
- Kransvijver, Heule (Provinciale Prijs voor groenaanleg bij woonwijken 1979)
- Koningsvelden, Lippelo
- Sint- Pietersmolenstraat Brugge
- Hullekenstraat, Marke
- Canadezenhof, Brugge
- Te Winckele, Zwevegem
- Wijk Centrum, Deerlijk
- Wijk Nieuwenhove, Oostkamp
- Het Spey, Waregem (sociale verkaveling)

### Omgevingsaanleg bij ziekenhuizen
- Academisch ziekenhuis Pellenberg, Leuven
- Algemeen ziekenhuis Sint-Jan, Brugge (1975)
- Psychiatrisch Instituut H.Hart, Ieper
- Gezondheidszorg Oostkust, Knokke-Heist (ziekenhuis Knokke-Heist) (i.s.m. Devloedt, Boeckx, BURO II, Ingenium) (2010)

### Omgevingsaanleg bij bedrijven, kantoren, dienstencentra & hotels
- Ter Bede, Businesscenter Koramic, Kortrijk
- BAC Hoofdkantoor, Trierstraat, Brussel
- Electrabel-Scheepsdalelaan, Brugge
- ERTA, Tielt
- Houtimport Vandecasteele, Aalbeke (Kortrijk)
- Imog, Harelbeke
- Mewaf, Marke
- Sofinal-Cotesa, Waregem (1985)
- Transport Degryse, Gistel
- Vamix, Gent
- Van de Moortele Coördination Center, Research & Development Department, Izegem
- Intercommunale Leiedal, Kortrijk (1979)
- De Gilde, Oude Burg, Brugge (1978)
- Wit-Gele Kruis Kortrijk, Roeselare (1) en (2), Poperinge, Veurne, Harelbeke, Ieper, Avelgem, Torhout, Bredene, Brugge
- Gaselwest Kortrijk, Kennedypark (2002)
- Decathlon, Kortrijk (2006)
- Vacantex, Sint-Denijs-Westrem (2000)
- Hotel Serwir, Sint-Niklaas (2001)
- Auberge du Pêcheur, Sint-Martens-Latem (2000-2002)
- Hotel Gosset, Groot-Bijgaarden (2006)
- Revalidatie- en Hoorcentrum Spermalie, Brugge (2008)
- La Réserve, Knokke-Heist (2012)

### Omgevingsaanleg bij scholen
- M.P.I. de Kindervriend, Rollegem (Kortrijk) (2005-2007)
- P.H.T.I., Gent
- Sint-Jozef-Sint-Pieter, Blankenberge
- Vlerick Management School, Gent (2003)

### Omgevingsaanleg bij vakantie- & vormingscentra
- Centrum voor de jeugd Destelheide, Dworp (1973
- Ter Duinen, Nieuwpoort (1984 - 1985)
- Zon en Zee, Westende (1972 - 1992)

### Beschermde tuinen en parken of bij beschermde gebouwen
(B) = Beschermd gebouw
(P) = Beschermd park
- Hof Bladelin, Naaldenstraat Brugge (B)
- Hof Lanchals, Oude Burg Brugge (B)
- Hof van Watervliet, Oude Burg Brugge (B)
- De Lombard, Langestraat Brugge (B & P)
- Omgeving beschermde kerk Sint-Eligius, Snellegem (B)
- Kasteel Steenhaut, Vollezele (P)
- Les Buttes de Sainte Aldegonde, Deurle (P)
- Esenkasteel, Diksmuide (P)
- Kasteeldomein, Nokere (als adviseur) (B & P)
- Oud Kasteel, Petegem (B&P)
- Heraanleg Dorp, Lommel (P)
- Aanleg bij Onze Lievevrouwkerk, Kortrijk (P)
- Park Burgemeestershuis, Lommel (1999) (P)
- Restauratie Albert-I-Park, Wedstrijd Stad Gent (Wedstrijd Vlaams Bouwmeester 2006) (P)
- Heraanleg La Potinière, De Haan (2003) (P)
- Kasteel Rooigem, Brugge, Sint-Kruis, beheersplan (B & P)
- Koning Albert I Park, Kortrijk (voorontwerp) (P)
- Kasteel, Olsene (2005) (B & P)
- Heraanleg Begijnhofpark en omgeving, Kortrijk (2006) (P)
- Heraanleg Astridpark, Wenduine (P)
- Kasteel van Rumbeke, domein Sterrebos (B & P)
- De Harmonie (i.s.m. Atelier Kempe Thill) Antwerpen (Laureaat wedstrijd 2010)

### Omgevingsaanleg bij musea, sport-, cultuur- & ontspanningscentra
- Stedelijke Bibliotheek, Oostende
- Bellewaerde Jungle Park , Ieper (1978)
- Meli Park Adinkerke, De Panne
- Rijkscultureel Centrum De Zandloper, Wemmel
- Binnenplein Hippodroom, Waregem (VZW De Gaverbeek + BLOSO)
- Cultureel Centrum Scharpoord, Knokke (2003-2007)
- Staf Versluyscentrum, Bredene (2005)
- Kromme Hoek Nieuwpoort (2006)
- Havenpark Nieuwpoort (Wedstrijd Vlaams Bouwmeester 2008)
- Nationaal Visserijmuseum Oostduinkerke (2010)

### Diversen
- Klooster Hospitaalzusters Sint Jan – Brugge (1977)
- Interdiocesaan Pastoraal Centrum – Wilrijk (1974)

### Privétuinen
In gans België en in het buitenland heeft Deroose talrijke privétuinen aangelegd of heraangelegd en vernieuwd.

### Landschapsinventarisatie en -ontwerp
- Bureau voor streekplanning Groot Kopenhagen 1969-1970
- Gemeente Vichte m.b.t. struktuurplan 1969 - 1971
- Voorontwerp struktuurplan Harelbeke 1976
- Heraanleg grenspost Rekkem, park van de Metropool-Rijsel-Kortrijk (Laureaat internationale 	wedstrijd (1993)
- Landschapsontwikkeling Lovaart tussen Pollinkhove en Oeren (i.o. Vlaamse Landmaatschappij)
- Stalhillebrug, aanlegsteiger voor pleziervaart, Jabbeke (1999)
- Nieuwegebrug, omgevingsaanleg, Jabbeke (2000)
- Stalhillebrug omgevingsaanleg, Jabbeke (2005)
- Dorpen Veurne, Leisele, Damme
- Landschapsontwerp bij Oosterweelverbinding voornamelijk op de Linkeroever (Nieuw Sint-Annapark) i.o.v. Noriant
- Tweede prijs ex aequo Internationale wedstrijd Parc de la Villette, Parijs (i.s.m. Andersson + Von Spreckelsen) (1982)

## Andere activiteiten
- Lid dagelijks Bestuur Internationale Raad voor Monumenten en Landschappen (ICOMOS), Vlaanderen
- Corresponderend lid Internationaal Comité Historische Tuinen ICOMOS (Unesco) (1988-1998)
- Lid B.V.T.L., I.F.L.A.
- Verslaggever Vde Colloquium Historische Tuinen ICOMOS over de opleiding van Tuinarchitekten i.v.m. restauratie en conservatie (1978 Brugge)
- Verslaggever colloquium Historische Tuinen en Parken (Montréal, Canada, mei 1993

## Onderwijsactiviteiten
- Docent aan de Vakgroep Architectuur en Stedenbouw, Faculteit Toegepaste Wetenschappen, Universiteit Gent (september 1993 - september 2002)
- Wetenschappelijk medewerker aan de Faculté Polytechnique, école d’architecture te Mons (sinds 1993)
- Parttime docent aan het Hoger Rijksinstituut te Vilvoorde ‘72 - ‘74
- Stafdocent van Atelier publieke ruimte te Antwerpen 1997-1998 en Gent 1998 - 2002
- Gastdocent aan de École d’architecture de Nancy (1999)

## Publicaties
- Over de opleiding van tuin- & landschaparchitecten, in: ICOMOS, (1979)
- Natuur - tuin - planten in: Neuckermans, Wegwijs Wonen (1992)
- Omgevingswerken Adelberg - Lommel, in: A+ (1992)
- Over kleine tuinen in: Hobbytuin,
- Squares et Parcs Urbains, Congres historische tuinen, Montreal, met 1993.
- Herinrichting van de voormalige grenspost Rekkem, in: The Low Countries, Ons erfdeel, mei 1995
- Het fenomeen Delta/The phenomenon Delta (I.s.m. Nico de Jonghe e.a.), Uitgeverij Blauwdruk, Wageningen, juli 1996
- Un projet Européen: Le parc transfrontalier du Ferrain, in: La Farde, Agence de développement et d’urbanisme de Lille Métropole, juni 1997
- De omgevingsaanleg bij de stadsbibliotheek te Oostende, in: Groencontact, september 1997
- Over bomen, in: Verslagboek Atelier Publieke Ruimte, editie 2001-2003
- Prinses Astridpark in: Tuin & Landschap, november 2002
- Van Hofbouwkundige tot Groenmanager: Groene Bedrijventerreinen Koninklijke Hofbouwmaatschappij Sint-Fiacre, november 2009
- Over het reliëf in het landschap / À propos du relief dans le paysage, in: Vademecum van de Landschapsarchitecten 2011, april 2011